# Im Reich der Parasiten
Im Reich der Parasiten (Originaltitel: Parasites Lost) ist eine Episode der US-amerikanischen Science-Fiction-Zeichentrickserie Futurama. Ihre Erstausstrahlung war am 21. Januar 2001 beim US-Sender FOX; die deutsche Synchronfassung wurde am 18. Februar 2002 bei ProSieben veröffentlicht. Das Werk wurde mit einem Emmy ausgezeichnet.

## Handlung
Nachdem der tollpatschig-trottelige Fry ein „frisches“ Eiersalat-Sandwich aus einem Automaten von der Toilette einer Raststätte gegessen hat, entwickelt er außerordentliche Selbstheilungskräfte. Bei einer Darmspiegelung entdecken Dr. Zoidberg, Prof. Farnsworth und die übrige Crew von Planet Express eine winzige, von mikroskopischen Würmern bewohnte Stadt in Frys Verdauungstrakt. Während Leela Fry beschäftigt, stellt der Professor ferngesteuerte Miniatur-Roboter-Versionen vom Rest des Teams her. Mit deren Hilfe dringen sie in Frys Körper ein, um den Befall zu bekämpfen.
In der Zwischenzeit gewinnt Fry dank der Pflege, die die Würmer seinem Körper zukommen lassen, weitere Fähigkeiten: Sein Körper wird muskulöser und sein Intellekt steigert sich. Endlich ist er in der Lage, den romantischen Gefühlen, die er seit langem für seine Kollegin Leela hegt, Ausdruck zu verleihen. Er schenkt ihr Blumen, macht eloquente Komplimente, führt sie aus und dichtet ihr Sonette. Davon beeindruckt sabotiert Leela die Mission der anderen.
Abends nimmt Leela Fry zu sich nach Hause, wo er ihr ein romantisches Stück auf einem Holophonor vorspielt. Dieses Instrument ähnelt einer Klarinette, erzeugt aber neben Tönen auch holografische Bilder. Nur wenige können es überhaupt spielen. Leela will Fry verführen und sagt: „Ach Fry, ich liebe, was aus Dir geworden ist.“ Als Fry dies hört, unterbricht er die Szene, geht ins Labor des Professors und fertigt eine Miniatur-Version von sich selbst an, mit der er die Würmer aus seinem Körper vertreibt. Er möchte so herausfinden, ob Leela ihn selbst liebt oder nur die Person, die die Würmer aus ihm gemacht haben. Zurück bei Leela hat er seine besonderen Fähigkeiten verloren. Er drückt sich nicht mehr gewählt aus, spielt nur noch stümperhaft Holophon und ist so ungeschickt wie zu Beginn. Daraufhin weist Leela ihn zurück.
Die Episode endet mit Fry, der alleine in seinem Zimmer Holophonor übt. Das Instrument bringt ein plumpes Bild hervor, ähnlich einer Kinderzeichnung. Es zeigt erkennbar Leela.

## Hintergrund
Der englische Originaltitel Parasites Lost ist eine Anspielung auf John Miltons episches Gedicht Paradise Lost. Der Verweis auf Parasitismus ist bei streng wissenschaftlicher Betrachtung nicht korrekt, da Fry nicht nur einseitig unter den Würmern leidet, sondern auch von ihrer Anwesenheit profitiert, also mit ihnen in Symbiose lebt.
Inhaltlich parodiert die Episode den Science-Fiction-Film Die phantastische Reise von 1966, in dem verkleinerte Wissenschaftler durch den Körper eines Patienten reisen, um dort ein Blutgerinnsel zu entfernen. Die Handlung weist außerdem Anlehnungen an Daniel Keyes’ Science-Fiction-Kurzgeschichte Charly (Originaltitel: Flowers for Algernon) auf, deren Verfilmung 1968 in die Kinos kam. Charly erzählt die Geschichte eines geistig Zurückgebliebenen, der durch experimentelle Behandlungsmethoden hochintelligent wird, bis sich die Entwicklung umkehrt und ihn auf intellektuelle Stufe eines Kindes versetzt. Auch die Futurama-Episoden Das Experiment der Mars-Universität, In den Augen einer Waise und Die Hände des Teufels enthalten Referenzen auf Charly.
Das Holophonor hat sein literarisches Vorbild im Visi-Sonor, dem ebenfalls fiktiven Instrument des Maultiers aus Isaac Asimovs Foundation-Zyklus. Es taucht in der späteren Episode Die Hände des Teufels erneut in zentraler Funktion auf; abermals verwendet Fry dieses Instrument, um seiner Liebe zu Leela Ausdruck zu verleihen.

## Produktion
Als zweite Episode der dritten Produktionsstaffel ist Im Reich der Parasiten die insgesamt 34. Episode von Futurama. Für das Drehbuch zeichnet Eric Kaplan verantwortlich, der auch das Drehbuch zur ersten Emmy-prämierten Futurama-Episode Hochzeitstag auf Cyclopia verfasst hatte. Regie führte Peter Avanzino. Die Sprecher der Hauptcharaktere übernahmen teilweise auch Sprechrollen von Nebenfiguren. Außerdem sind Tress MacNeille, Maurice LaMarche und David Herman in Nebenrollen zu hören. Alle drei hatten schon mehrfach Figuren der Serie ihre Stimme geliehen und wurden später in die Hauptbesetzung übernommen.
Regisseur Avanzino sagte in einem Interview, er möge die Herausforderung von Action-Szenen, Musical-Einlagen und neuen Schauplätzen. Er führte Im Reich der Parasiten als Beispiel für eine Episode an, die all das biete: “It has microscopic characters inside a human body, a 3-D colonoscopy, a sword fight, a holophoner sequence […], some sweet sweet lovemaking, and a space-truck stop.” (deutsch: „Sie hat mikroskopische Figuren im Inneren eines menschlichen Körpers, eine Darmspiegelung in 3D, einen Schwertkampf, eine Holophonor-Szene, süßliches Liebeswerben und einen Rastplatz im Weltraum.“)

## Veröffentlichung
Die Episode wurde am 21. Januar 2001 vom US-amerikanischen Fernsehsender FOX veröffentlicht. FOX wich bei der Erstausstrahlung der Serie von der Reihenfolge und Staffeleinteilung der Produktion ab (vgl. hierzu Erstausstrahlung von Futurama), sodass die Episode als vierte der dritten Sendestaffel gezeigt wurde und damit in der Reihenfolge der Erstveröffentlichung die 33. Futurama-Episode insgesamt ist.
Die deutsche Synchronfassung wurde erstmals am 18. Februar 2002 auf ProSieben gesendet.

## Auszeichnungen
Der Storyboard-Zeichner der Episode, Rodney Clouden, wurde für seine Arbeiten an Im Reich der Parasiten 2001 mit einem Emmy in der Kategorie Individual Achievement in Animation ausgezeichnet.
Das Internetportal TV.com wählte die Episode in seiner Liste der zehn besten Futurama-Episoden auf den fünften Platz. Die Seite IGN kürte sie zur viertbesten Futurama-Folge.